# Перрикос, Костас
Костас Перрикос (греч.  Κώστας Περρίκος Каллимасиа Хиос, 23 апреля 1905 года – Афины 4 февраля 1943 года) – офицер военно-воздушных сил Греции, руководитель подпольной организации «Всегреческий Союз Сражающейся Молодёжи» (Πανελλήνιος Ένωσις Αγωνιζομένων Νέων – ΠΕΑΝ) в годы тройной, германо-итало-болгарской, оккупации Греции, во время Второй мировой войны.

## Биография
Перрикос родился в 1905 году в селе Каллимасиа на острове Хиос, в период, когда остров ещё находился под контролем Османской империи. 
В 1912 году, когда Перрикосу было 7 лет, Хиос был освобождён греческим флотом. 
Начальную школу Перрикос окончил на своём родном острове, но затем семья переехала в Александрию, Египет, где он окончил греческую гимназию. 
В 1925 году он вернулся в Грецию, для прохождения воинской службы. 
В 1926 году поступил в училище ВВС в Терми, недалеко от македонской столицы, города Фессалоники, и окончил его в звании лейтенанта авиации. 
Перрикос был женат на Марии Делигеорги и имел с ней трёх детей. Перрикос был уволен из ВВС, поскольку в ряде своих статей в газете Эстиа (Εστία – Очаг) подверг критике политическое и военное руководство, несмотря на то, что был оправдан судебными инстанциями.
С началом греко-итальянской войны 28 октября 1940 года запросил свой отзыв в армию, и его запрос был удовлетворён.

## ΠΕΑΝ
С началом тройной, германо-итало-болгарской, оккупации Греции, Перрикос создал подпольную организацию Армия Порабощённых Победителей (Στρατιά Σκλαβωμένων Νικητών). 
1 октября 1941 года организация была переименована в «Всегреческий Союз Сражающейся Молодёжи» (Πανελλήνιος Ένωσις Αγωνιζομένων Νέων – ΠΕΑΝ). 
15 августа 1942 года Перрикос и его организация взорвали в Афинах немецкую столовую на проспекте Патисион.
21 августа они взорвали немецкий офис, недалеко от центральной площади Омония. 
20 сентября 1942 года состоялся самый громкий, во всех отношениях, акт саботажа, осуществлённый Перрикосом и его товарищами. 
На проспекте Патисион была взорвана штаб-квартира дружественной нацистам антикоммунистической и антисемитской организации ЭСПО, только что объявившей набор добровольцев в многонациональные силы Waffen СС. 
При этом были убиты 30 членов ЭСПО и лидер организации, доктор С.Стеродимас, и 48 немецких солдат:589. 
Смерть Стеродимаса означала не только отказ от планов о наборе греков в СС, но и фактическую ликвидацию ЭСПО. 
Этот акт стал одной из составляющих того конечного результата борьбы, которым заслуженно гордится греческое Сопротивление по сегодняшний день: Греция осталась единственной страной Европы, не пославшей на Восточный фронт ни единого солдата, что было признано маршалом Будённым на заседании F.I.R. (Международная федерация борцов сопротивления) в Москве, в 1955 году

## Расстрел
11 ноября 1942 года, Перрикос и 12 его соратников были арестованы, после доноса, в одной из явок организации, в афинском квартале Каллитея. 
Месяцем позже, Перрикос был осуждён немецким трибуналом «трижды к смерти и 15 летнему заключению» и был перевезен в тюрьму «Аверофф». 
Утром 4 февраля 1943 года Перрикос был расстелян на стрельбище в афинском квартале Кесариани 
После смерти Перрикоса, министерство (военной) авиации повысило его в звании «командира крыла» (подполковник авиации), за мужество. 
2 сентября 1987 года, на перекрёстке проспекта Патисион и улицы Гладстона, где стояло взорванное Перрикосом и его группой здание ЭСПО, был установлен бюст Перрикоса, а также барельефы его расстрелянных товарищей. 
Сын Перрикоса, Димитриос, был инспектором ООН в Ираке, на предмет наличия там ядерного оружия.